# 06/05
06/05 – holenderski thriller z 2004 roku, w reżyserii Theo van Gogha. Premiera filmu miała miejsce 15 grudnia 2004.

## Obsada
- Reinout Bussemaker(inne języki) jako Volkert van der G
- Johnny de Mol(inne języki) jako redaktor NRC
- Peer Mascini(inne języki) jako sąsiad
- Tara Elders(inne języki) jako Aisa
- Marcel Hensema(inne języki) jako Wester
- Caro Lenssen jako Marije
- Cahit Ölmez(inne języki) jako Erdogan